# Harri Stojka
Harri Stojka (Bécs, 1957. július 22. –) ausztriai cigány gitáros, zeneszerző, hangszerelő, zenekarvezető és énekes. Az egyik legjelentősebb kortárs osztrák jazz zenész.
Zenei stílusát, amelyre a világzene is hatott, "gipsysoul"-nak is nevezik. Sikerrel játszik jazzrock és swing zenét is.

## Életútja
Autodidakta tanult gitározni. 1970-ben kezdte pályafutását a Jano + Harri Stojka formációban. Nem sokkal ezután csatlakozott unokatestvére, Karl Ratzer Gipsy Love zenekarához, mint basszusgitáros. 1973-ban megalapította a Harri Stojka Expresst, amellyel fellépett a bécsi Práter-stadionban az Oper Air Fesztiválon Jimmy Cliff, Eric Burdon, Van Morrison és Carlos Santana mellett. Ezt követően meghívást kapott a Montreux-i Jazz Fesztiválra, ahol Larry Coryell mellett játszott a "Guitar Summit" keretében.
Azóta több jelentős fesztiválon vett részt világszerte. (Párizs, Prága, London, Barcelona, Új-Delhi, New York, Montreux, Detroit stb.). 2002-ben Zipflo Weinrichhel fellépett a Sziget Fesztiválon is.

## Családja
A cigányok lovári népcsoportjához tartozó Bagareschtschi-klán leszármazottja, amely az 1870-es évek környékén érkezett a Havasalföldről Bécsbe. Ausztria 1938-as annektálása után a családnak sok áldozatot kellett gyászolnia – 200 hozzátartozója közül csak néhány családtag élte túl a koncentrációs táborokat. Apja, Mongo (1929–2014), nagybátyja, Karl (1931–2003) és nagynénje, Ceija (1933–2013) azon néhány családtag közé tartozott, akik túlélték a náci terrort. Apai nagyapját a dachaui koncentrációs táborba deportálták, majd Schloss Hartheimbe került, ahol meggyilkolták. Unokatestvére Karl Ratzer dzsesszgitáros.

## Diszkográfia
Harri Stojka Express
- Sweet Vienna (1978)
- ...off the bone (1980, WEA)
- Camera (1981, WEA)
- brother to brother (1983, WEA)
- Live (1987, Spray)

Harri Stojka
- Live in Montreux (1981, WEA)
- Tight (WEA, 1982)
- Say Yes (1988, JMS)
- Music for the People (1996)
- Harri Stojka (1996, Gipsy)
- Kunst Im Grauen Haus 1998 (1998, Rst, Rudi Wilferrel)
- Harri Stojka Gitancœur (2000)
- Unplugged (2002)
- Live at the Roma Wedding (2004)
- A Tribute to Swing (2004)
- Gipsysoul – Garude Apsa – Hidden Tears (2005)
- 98 86 (2005, Gipsy)
- A Tribute to Gipsy Swing (2006, ZOHO REC.)
- Gitancœur d'Europe (2010, EmArcy/Universal)
- Romano Suno/Gipsy Dream (Weihnochtszeit/Christmastime) (2010)
- Hot Club de Vienne (2014)
- Heavy Stuff (2014)
- A Tribute to The Beatles – Acoustic Version (2016, Lotus)
- Other Doors (2017, Lotus)
- Harri Stojka goes Beatles – Rock Version (2018)
- Psycho Guitar (2019, Gipsy)
- Salut to Jimi Hendrix (2020)

Stoika & Stojka
- Just Another City (2008)

Mosa Sisic & Harri Stojka
- In Between (2009, Pate)

Harri Stojka India Express
- India Express (2012, Gipsy)
- Live/2013 (2017)

Wolfgang Böck & Harri Stojka
- Satire & Jazz (2013)